# Raúl García Escudero
Raúl García Escudero, conegut com a Raúl García, (nascut l'11 de juliol de 1986 a Pamplona) és un exfutbolista professional navarrès. El seu últim club fou l'Athletic Club.

## Trajectòria esportiva
El 27 d'agost de 2009 jugà com a titular el partit de la Supercopa d'Europa 2010 en què l'Atlético de Madrid es va enfrontar a l'Inter de Milà, i va guanyar el títol, per 2 a zero.
La temporada 2011-12 començà jugant els dos primers partits corresponents a la tercera ronda de classificació de la UEFA Europa League amb l'Atlético de Madrid, però l'11 d'agost de 2011 s'anuncià la renovació del seu contracte per tres anys més i la seva tornada al CA Osasuna en qualitat de cedit. durant un any.
El 31 d'agost de 2012 fou suplent en el partit que decidia la Supercopa d'Europa 2012, contra el Chelsea FC a Mònaco, i que l'Atlético de Madrid guanyà per 4 a 1. Raúl entrà al minut 81 en substitució del seu company Koke.
El 31 d'agost de 2015, García va signar un contracte per quatre anys amb l'Athletic Club amb una clàusula de rescissió de 40 milions d'euros.

## Palmarès

### Atlético de Madrid
- 1 Lliga Europa de la UEFA: 2009-10
- 2 Supercopes d'Europa: 2010[1] i 2012[3]
- 1 Copa del Rei de futbol: 2013[5]
- 1 Lliga espanyola: 2013-14
- 1 Supercopa d'Espanya: 2014

Athletic Club
- 1 Supercopa d'Espanya: 2020–21[6]
- 1 Copa del Rei de futbol: 2024[7]